# Яглев
Яглев, або яглон, ягліон (Panthera jaglion) — це гібрид великих кішок між самицею лева і самцем ягуара, переважно має чорне забарвлення (меланіст). Опудало яглева знаходиться в Зоологічному Музеї Волтера Ротшильда в Гартфордширі, Англія. Має руду левову гриву і компакту анатомію ягуара.

## Зовнішній вигляд
Яглеви переважно меланісти, іноді бувають коричнево-рудими чи темно-рудими. Анатомічно схожі на африканських левів. Самці мають коротку товсту чорну гриву. 

## Розведення
9 квітня 2006 два яглева народилися в канадському заповіднику Bear Creek Wildlife Sanctuary, провінція Онтаріо. Їх батьки, — левиця Лола і чорний ягуар Дьябло, були схрещені в результаті близьких стосунків з дитинства, оскільки росли в одному загоні. Їх діти, дівчинка Йохзара і хлопчик Цунамі, є єдиними живими представниками яглева.